# تمشک

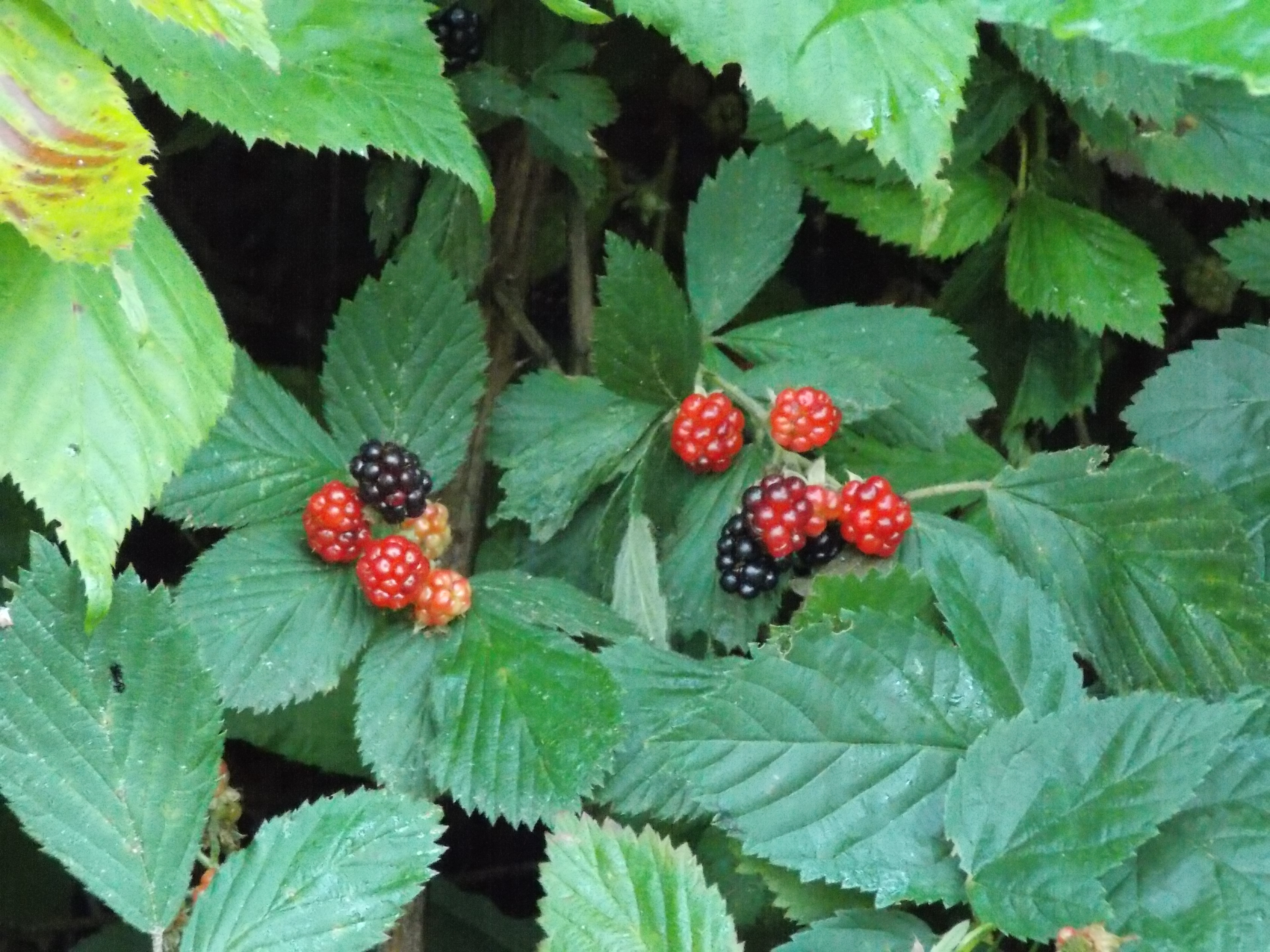
تمشک وحشی

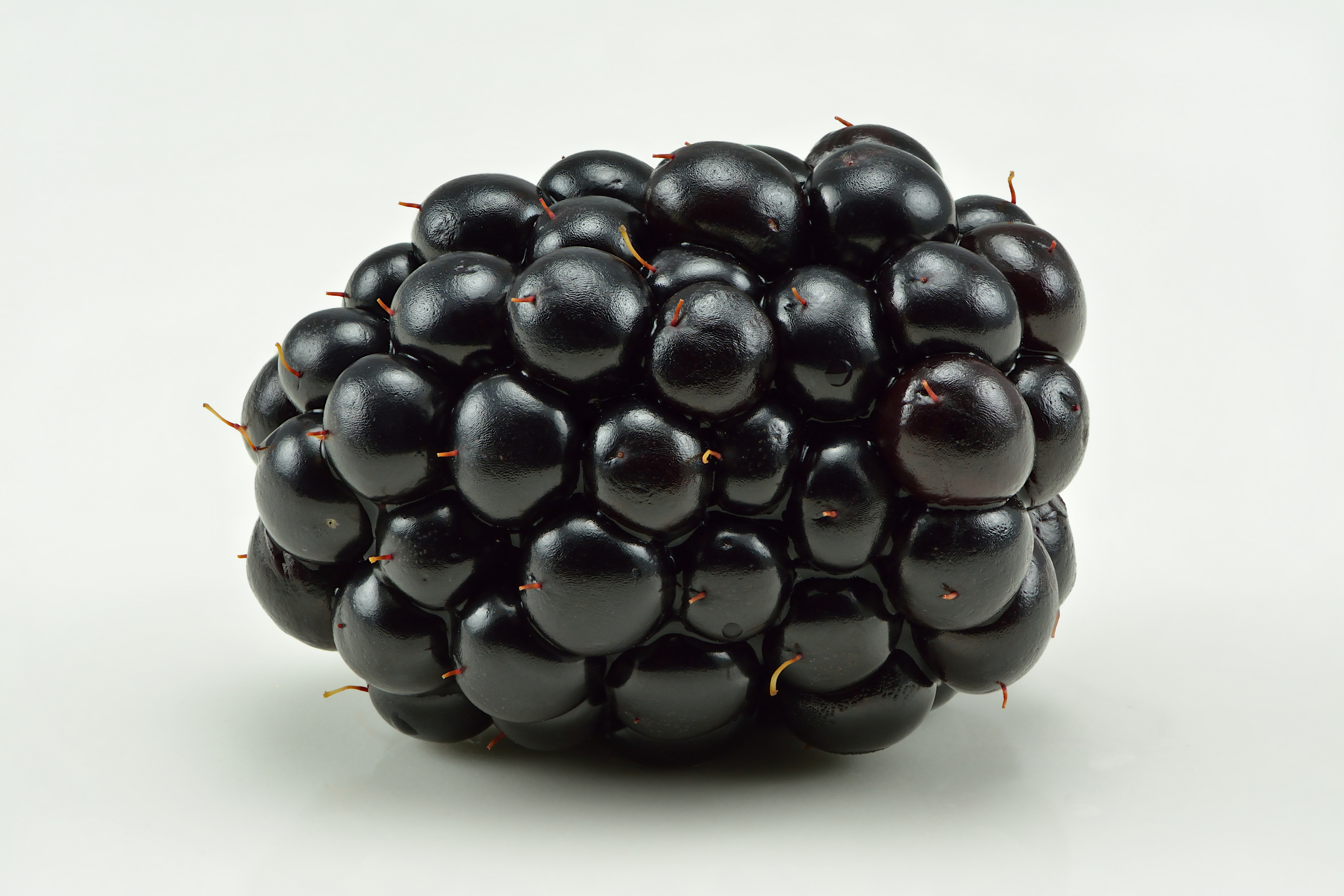
تصویر تمشک از نزدیک

تمشک (به انگلیسی: Blackberry) به رنگ قرمز تیره یا ارغوانی بوده که مزه‌ای ترش و شیرین دارد. بوته آن از تیره گل‌سرخیان است که به حالت وحشی در نقاطی مانند گیلان، مازندران و آذربایجان و البرز فراوان است.

تمشک میوه‌ای خوراکی است که توسط بسیاری از گونه‌های گیاه تمشک (Rubus) از خانواده Rosaceae تولید می‌شود.

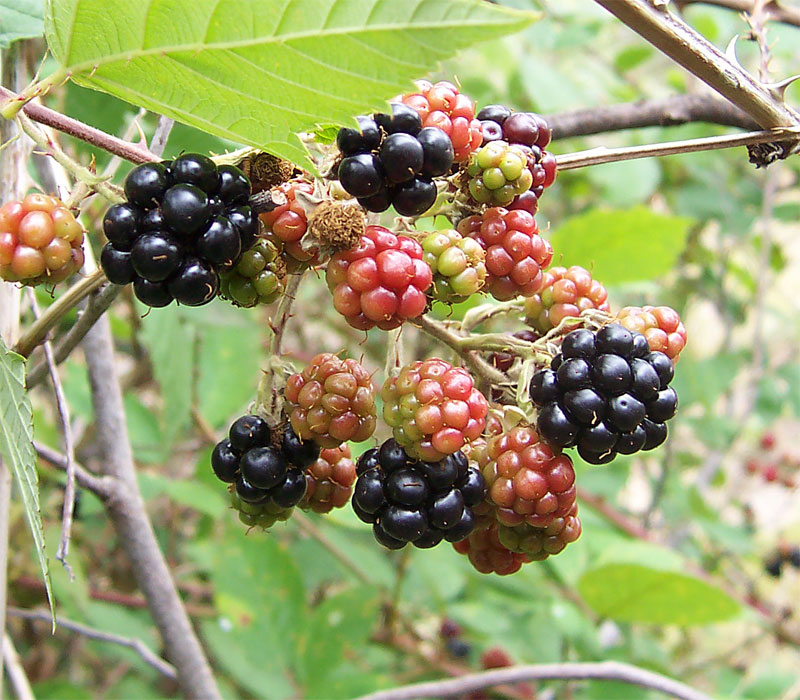